# Jecheon
Jecheon est une ville de la province du Chungcheong du Nord, en Corée du Sud. C'est une jonction ferroviaire importante, notamment le point d'intersection des lignes ferroviaires de Jungang et de Taebaek .

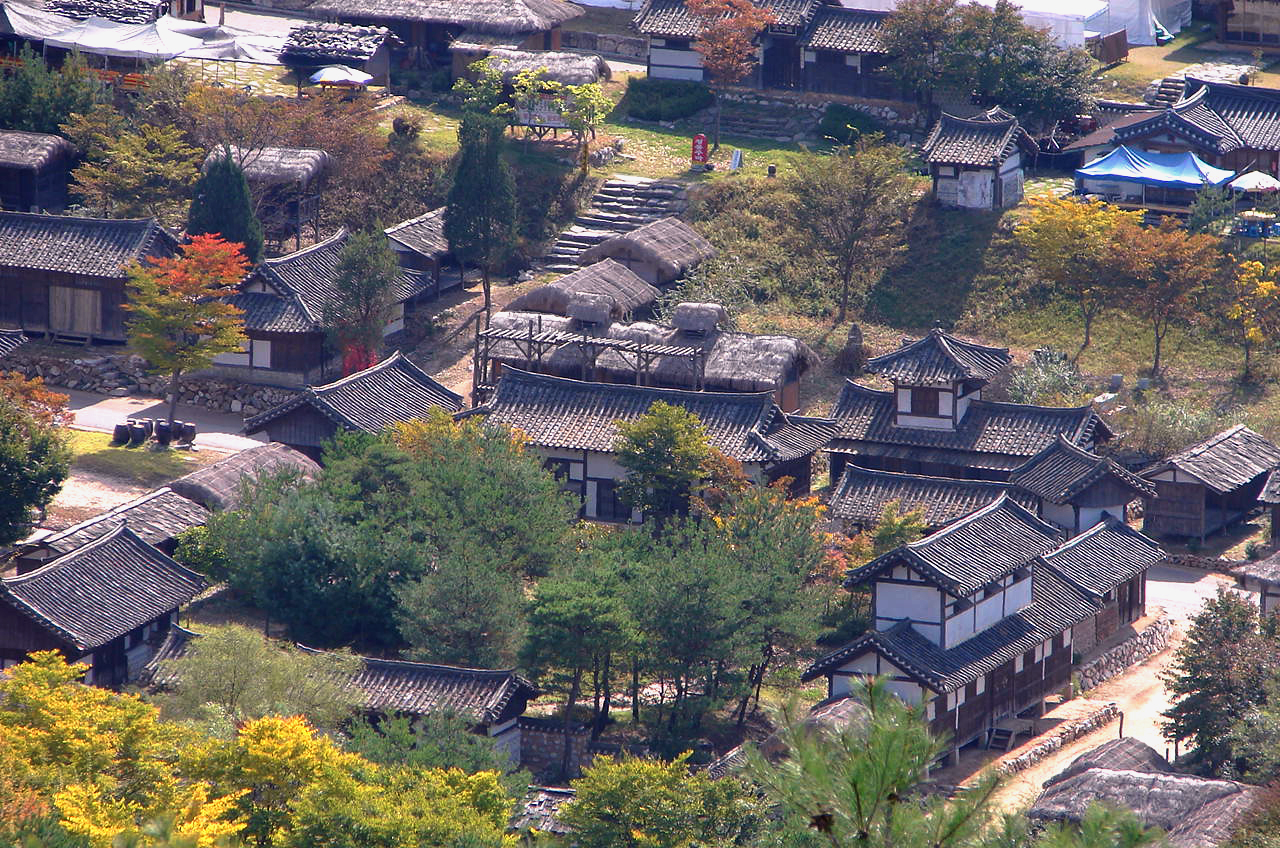
Le décor de SBS Jecheon au complexe des biens culturels de Cheongpung recrée un village folklorique coréen utilisé dans plusieurs mini-séries télévisées